# Datiscaceae
Datiscaceae is een botanische naam, voor een familie van tweezaadlobbige planten. Een familie onder deze naam wordt vrij algemeen erkend door systemen van plantentaxonomie, en zo ook door het APG-systeem (1998) en het APG II-systeem (2003). Het gaat om een kleine familie, tegenwoordig geacht te bestaan uit twee soorten in één geslacht. Vroeger werden in deze familie ook inbegrepen de planten die tegenwoordig de familie Tetramelaceae vormen.
In het Cronquist-systeem (1981) is de plaatsing van de familie in een orde Violales.